# Jayalal Rohana
Maha Egodage Jayalal Rohana (en cingalés: ජයලාල් රෝහණ; Colombo, 1 de noviembre de 1964 - Ibidem, 11 de febrero de 2021), conocido popularmente como Jayalal Rohana, fue un actor de cine, teatro y televisión esrilanqués. Actor muy versátil desde el drama hasta la comedia, Rohana también fue director de teatro, escritor, maquillador y escritor de obras de radio. Ganó una mayor reputación gracias a su brillante carrera como actor en televisión después de ganar el premio al Mejor Actor en los Premios Sumathi por su papel en Isuru Yogaya.
Rohana enseñó teatro a estudiantes como dramaturgo independiente en Sri Lanka.

## Primeros años
Jayalal Rohana nació el 1 de noviembre de 1964 en Colombo. Su padre era tesorero del Partido Comunista en Kotte.. Estudió en Ananda Sastralaya, Kotte, en 1976. Obtuvo la licenciatura en Artes de la Universidad de Peradeniya (Externo) en 2007, y luego Maestría en Drama y Teatro en la Universidad de Kelaniya en 2009.

## Carrera
En 1976, a la edad de 13 años, Rohana ganó el premio al mejor actor por Muhudu Giya, dirigida por Soma Perera en el Concurso de Drama Interescolar All Island. Estudió teatro con dos directores de renombre en drama cingalés, Simon Navagattegama y Sugathapala de Silva. Actuó en las obras de teatro de Navagattegama Gangawak, Sapaththukabalak Saha Maranayak. Luego conoció a Gunasena Galappaththi y Rohana fue seleccionado para la obra Muhudu Puththu. Por su obra Loka, 1987, recibió premios a excepción de Guion y Mejor Actor. En 1982 asistió a un diplomado OCIC dirigido por Ernest Poruthota. Luego experimentó el teatro occidental con el profesor Rudy Corrence de Bélgica y AG Gunawardena y Trilicia Gunawardena.
Entró en el drama televisivo en 1986 y actuó en muchos dramas de un solo episodio. Su mayor avance en la televisión llegó a través del papel "Muthumina" en la serie Isuru Yogaya.. Por el papel, también ganó el Sumathi Best Teledrama Actor Award en los Sumathi Awards 2006.
Su primera actuación en el cine llegó a través de la película de 1995 Ayoma, dirigida por Parakrama Niriella. Luego actuó en algunas películas como Nimnayaka Hudakalawa, Tikiri Suwanda y Sinhawalokanaya. También trabajó como recurso frecuente en el programa educativo de televisión Doramadalawa transmitido por ITN.
En 2019 creó un video musical en Londres, que se basa en la final de la Copa Mundial de Críquet ICC entre Inglaterra y Nueva Zelanda.

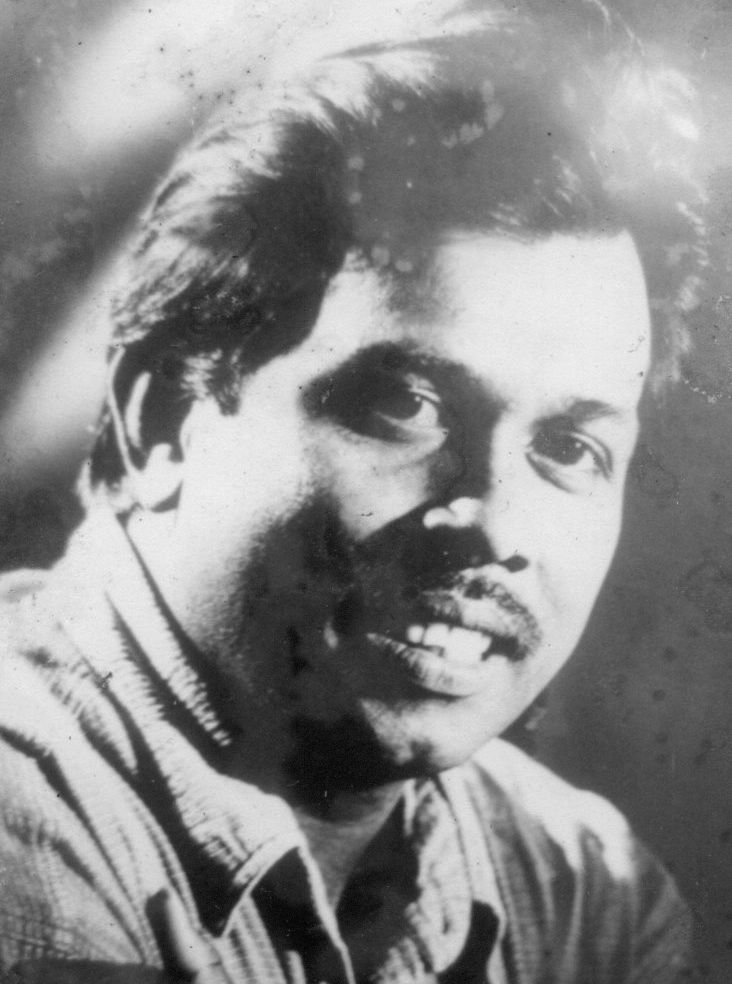
Jayalal Rohana a mediados de la década de 1980.

## Vida personal
El 18 de diciembre de 2018, Rohana fue hospitalizado debido a un ataque cardíaco repentino. Muchos rumores decían que murió en el Hospital Ragama, pero luego fueron negados. Mientras tanto, Rohana publicó un video que indica que está vivo.
Falleció el 11 de febrero de 2021 a la edad de 56 años mientras recibía tratamiento por un ataque cardíaco repentino en el Hospital Universitario Colombo Norte, Ragama.

## Trabajos seleccionados

### Dramas escénicos seleccionados
- Gangawak.
- Garu Katanayakathumani (2019).[18]
- Góndola (2014).[19]
- Hankithi Dahathuna.[20]
- Gales invisible (1992).
- Leeta (2011).
- Loka (1987).
- Kalu Saha Sudu.[21]
- Kelani Palama.[22]
- Math Ekka Natanna.[23]
- Sakvithi Mola (2003).
- Sapaththukabalak Saha Maranayak.
- Sikura.[24]
- Sócrates.[25]

### Publicaciones
- Sabe Viduli Vilakkuva (1997).[26]
- Saba Muhune Ves Muhuna '(2000).[27]
- Handa Veduma (2007).[28]
- Ves Muhunada Saba Muhunada '(2016).[29]

### Series de televisión seleccionadas
- Ahasata Thawa Aadarei.[5]
- Boralu Paara.[30]
- Deweni Gamana.[31]
- Gajamuthu.[32]
- Ihirunu Kiri.[33]
- Isuru Yogaya.
- Ekata Gatuma.
- Mahathala Hatana.[34]
- Mangala Thagga Deveni Gamana.[35]
- Minissu.[36]
- Nattukkarayo.[37]
- Nil Ahasa Oba.[38]
- Nirsathwayo.[39]
- Rathi Virathi [40]
- Ridi Duvili.[41]
- Salmal Landa.[42]
- Sandagala Thenna.[43][44]
- Sara.[45]

## Filmografía
| Año  | Película              | Papel                  | Árbitro. |
| ---- | --------------------- | ---------------------- | -------- |
| 1995 | Ayoma                 |                        |          |
| 1996 | Sihina Deshayen       |                        |          |
| 2010 | Tikiri Suwanda        | Rajasinghe Chulodara   |          |
| 2011 | Sinhawalokanaya       | Yasomitra Sami         |          |
| 2017 | Nimnayaka Hudekalawa  | Cajero de supermercado |          |
| 2018 | Nidahase Piya DS      | James Peiris           |          |
| 2019 | Presidente Super Star | Reportero              | [ 46 ]   |
| 2020 | El periódico          | Editor de noticias     | [ 47 ]   |
| 2020 | Señorita jenis        |                        | [ 48 ]   |
| TBD  | Akarsha               |                        | [ 49 ]   |